# Cyclacanthus
Cyclacanthus, biljni rod iz porodice primogovki smješten u podtribus Monotheciinae, dio tribusa Justicieae, potporodica Acanthoideae. Sastoji se od dvije vrste iz Indokine endemičnih za Vijetnam. 
Tipična vrsta je Cyclacanthus coccineus. 

## Vrste
1. Cyclacanthus coccineus S.Moore
2. Cyclacanthus poilanei Benoist;